# Aniplex
Aniplex, Inc. (株式会社アニプレックス Kabushiki-gaisha Anipurekkusu?) este o companie japoneză de divertisment fondată în septembrie 1995. Compania se concentrează pe plănuirea, producția și distribuția de seriale anime, atât proprii cât și cele bazate pe proprietăți intelectuale (PI). Ea se angajează, de asemenea, în inițiative multimedia legate.
Operațiunile lui Aniplex includ dezvoltarea și distribuția de filme, jocuri video și mărfuri asociate cu francizele sale media. Ea lansează media la domiciliu, produce coloane sonore și organizează evenimente precum musicaluri, spectacole de scenă și promoții în direct. Compania gestionează, de asemenea, drepturi de autor și acorduri de licențiere. Prin Aniplex Online, platforma sa de comerț electronic, compania vinde produse direct către consumatori.
Aniplex operează în toată lumea, însă are două sediuri regionale; Aniplex America cu sediul în Santa Monica, California, SUA și Aniplex China cu sediul în Shanghai. Ea codeține Crunchyroll, LLC cu compania sa soră Sony Pictures Entertainment, care operează un serviciu de streaming direct către consumatori de anime cu 120 de milioane de abonați înregistrați din 2022.
Aniplex este un membru deplin al Asociației de Animații Japoneze (AAJ), un membru regulat al Asociației Furnizorilor de Divertisment de Calculatoare (AFDC), și un membru susținător al Asociația Industriei Înregistrărilor din Japonia (AIÎJ) și Asociației de Software Video din Japonia (ASVJ).